# الحملة الحدودية (الجيش الجمهوري الأيرلندي)

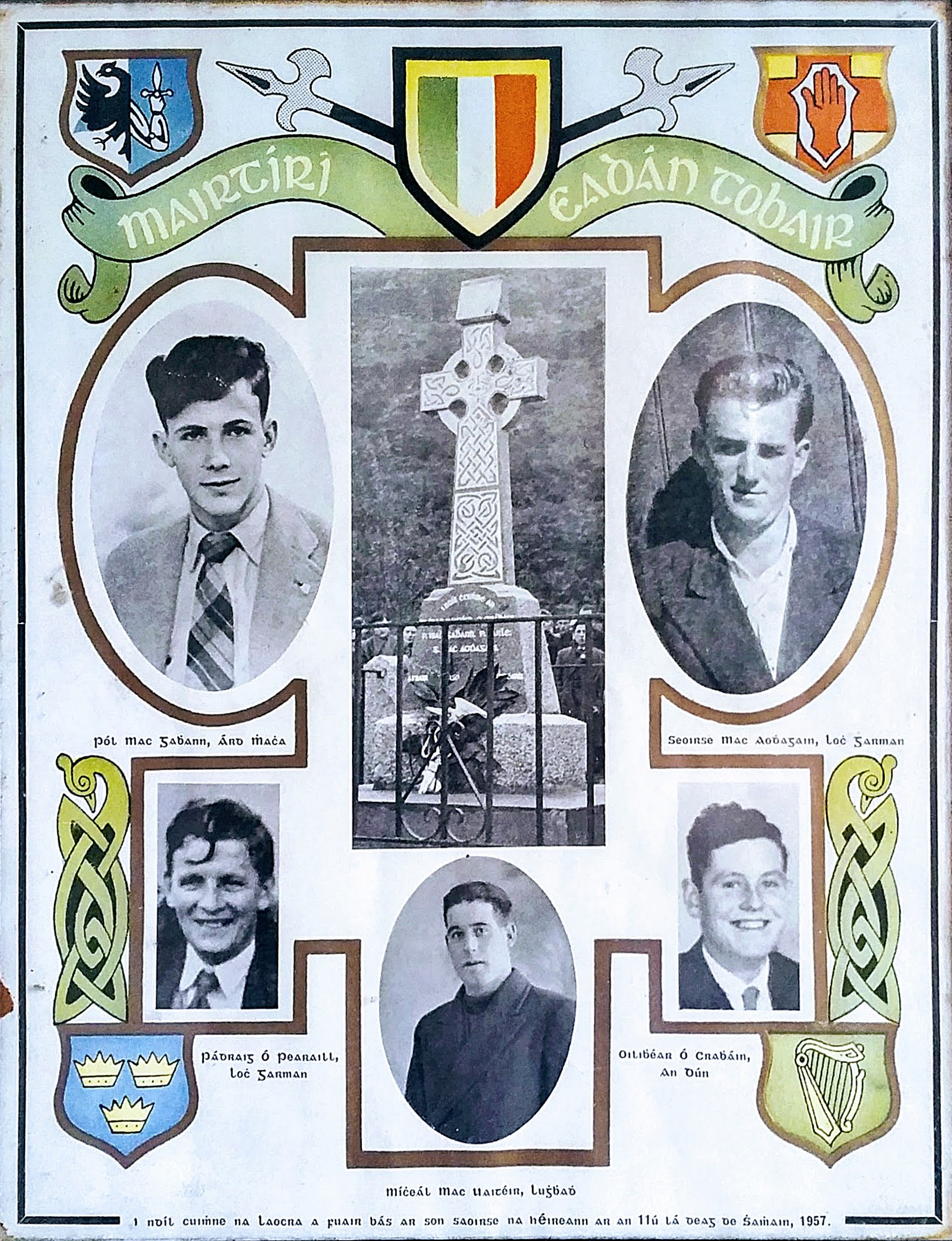

الحملة الحدودية (12 ديسمبر 1956 – 26 فبراير 1962): هي حملة حرب عصابات (رُمز إليها بعملية الحصاد) شنها الجيش الجمهوري الأيرلندي على أهداف في أيرلندا الشمالية، هادفًا إلى الإطاحة بالحكم البريطاني هناك وإقامة أيرلندا الموحدة.
كانت تُسمى شعبيًا باسم الحملة الحدودية، وكان يشار إليها أيضًا باسم «حملة المقاومة» من قبل الناشطين الجمهوريين في أيرلندا. وقد لاقت الحملة فشلًا من الناحية العسكرية، بيد أنها كانت مبررة بالنسبة إلى بعض أعضائها؛ لأنها أبقت الجيش الجمهوري الأيرلندي منخرطًا في عمله لجيل آخر.
كانت هذه هي الحملة الجمهورية الرابعة ضد الحكم البريطاني في أيرلندا خلال القرن العشرين (إذ حدثت الحملة الأولى خلال حرب الاستقلال الأيرلندية، والثانية بين عامي 1939 و1940، وامتدت الثالثة من عام 1942 إلى عام 1944، وحدثت حملة خامسة أيضًا بين عام 1969 وعام 1997).

## خلفية عامة
كانت الحملة الحدودية أول مشروع عسكري كبير ينجزه الجيش الجمهوري الأيرلندي منذ أربعينيات القرن العشرين، حين أضعفت الإجراءات الأمنية الصارمة التي اتخذتها حكومتا جمهورية أيرلندا وأيرلندا الشمالية شكوته بشدة. في عام 1939، حاول الجيش الجمهوري الأيرلندي تنفيذ حملة تفجيرات في إنجلترا ليجرب إرغام البريطانيين على الانسحاب من أيرلندا الشمالية. وبين عامي 1942 و1944، نفذ حملة غير فعالة أيضًا في أيرلندا الشمالية. وكان من شأن الاعتقالات على كلا جانبي الحدود -إلى جانب العداء والنزاعات في الداخل حول السياسة المستقبلية- أن توشك على تدمير المنظمة. وقد أعلِن عن انتهاء هذه الحملات بشكل رسمي في 10 مارس 1945. وبحلول عام 1947، لم يكن لدى الجيش الجمهوري الأيرلندي سوى 200 ناشط فحسب، وفقًا لهيئة أركانه العامة.
من ناحية المبدأ، كان الجيش الجمهوري الأيرلندي يطمح للإطاحة بكلتا الدولتين «الانفصاليتين» في أيرلندا، وأيرلندا الشمالية والدولة الأيرلندية الحرة، اللتين اعتبرهما كيانين غير شرعيين فرضتهما بريطانيا في زمن المعاهدة الإنجليزية الأيرلندية عام 1922. غير أن مؤتمرًا عامًا للجيش انعقد في عام 1948 أصدر الأمر العام رقم 8، الذي منع بموجبه «أي حراك مسلح مهما كان» ضد قوات الجمهورية الأيرلندية التي كان قد أعلِن عنها مؤخرًا، الأمر الذي كان بمثابة اعتراف وضع راهن بالدولة. وفي ظل السياسة الجديدة، أُمِر متطوعو الجيش الجمهوري الأيرلندي الذين قُبض عليهم مسلحين في جمهورية أيرلندا بالتخلص عن الأسلحة أو إتلافها دون اتخاذ إجراء دفاعي.
منذ ذلك الوقت فصاعدًا، تركز الحراك المسلح على أيرلندا الشمالية التي كانت ما تزال جزءًا من المملكة المتحدة والتي كان يسودها الاتحاديون البروتستانت. ولاقت فكرة إطلاق حملة من الجمهورية ضد أيرلندا الشمالية -التي ناقشها توم باري في ثلاثينيات القرن العشرين أول مرة- انتشارًا ضمن دوائر الجيش الجمهوري الأيرلندي في خمسينيات القرن العشرين. وفي عام 1954، بعد غارة سطو على الأسلحة استهدفت ثكنات غوه في أرماه، كرر متحدث في إحياء ذكرى وولف تون في بودنستاون أن سياسة الجيش الجمهوري الأيرلندي كانت موجهة فقط ضد القوات البريطانية في أيرلندا الشمالية.
عقد قائد أركان الجيش الجمهوري الأيرلندي توني ماغان عزمه على إقامة «جيش جديد، لم تلوثه فضائح انشقاق العقد المنصرم»، بحسب جاي بوير بيل. وكان أحد مستشاري هذا الجيش لواء بريطاني متقاعد هو إريك دورمان سميث. وكان الجيش الجمهوري الأيرلندي «غير سياسي» بشكل رسمي، وقائم فقط للإطاحة بـ«المؤسسات السياسية التي فرضها البريطانيون» في أيرلندا. غير أن ماغان كان يعتقد أن مقدارًا من التعبئة السياسية كان ضروريًا، فتحسنت العلاقة مع حزب شين فين التي كانت قد فسدت خلال ثلاثينيات القرن العشرين. وفي مؤتمر الجيش الجمهوري الأيرلندي لعام 1949، أمر هذا الجيش أعضاءه بالانضمام إلى حزب شين فين، الذي تحول جزئيًا إلى «الجناح المدني» من الجيش الجمهوري الأيرلندي في ما بعد.

## إعادة التسليح
بحلول منتصف هذا العقد، علاوة على ذلك، كان الجيش الجمهوري الأيرلندي قد أعاد التسلح بقوة، وقد تحقق ذلك بفضل غارات السطو على الأسلحة التي انطلقت بين عام 1951 و1954، على قواعد عسكرية بريطانية في أيرلندا الشمالية وإنجلترا. استولي على أسلحة من ديري وأوماه وإسكس وباركشير وأرماه. وفي الغارة الأخيرة التي استهدفت ثكنات غوه في أرماه في يونيو 1954، ظفر الجيش الجمهوري الأيرلندي بقيمة 250 بندقية من طراز لي إنفيلد و37 بندقية رشاشة وتسعة رشاشات برن و40 بندقية تدريب. وفي 25 يوليو 1953، شن الجيش الجمهوري الأيرلندي غارة سطو على أسلحة في متراس فيلق تدريب الضباط في فلستيد، مدرسة خاصة في إسكس. في تلك الغارة، ظفر الجيش الجمهوري الأيرلندي بأكثر من 108 بنادق وعشرة رشاشات برن وثماني بنادق ستن ومدفعي هاون اثنين مع حشوات مزيفة لها، غير أن الشرطة قبضت على الشاحنة الصغيرة التي تحمل الأسلحة المسروقة بعد ساعات.
بحلول عام 1955، بدأت الانشقاقات تحدث في صفوف الجيش الجمهوري الأيرلندي، إذ شنت بعض الجماعات الصغيرة نافدة الصبر هجماتها الخاصة في أيرلندا الشمالية. وفجّر أحد الناشطين -واسمه بريندان أوبويل- نفسه بقنبلته في صيف ذلك العام. في حين أسس آخر -اسمه ليام كيلي- مجموعة منفصلة هي ساور أولداه (بالأيرلندية: Saor Uladh، «أولستر الحرة») وهاجم في نوفمبر 1955 ثكنات تابعة لشرطة منطقة أولستر الملكية في روسيلا بمقاطعة فيرماناغ. تعرض أحد رجال شرطة منطقة أولستر الملكية لإصابة بليغة، وقُتل مقاتل جمهوري في الحادثة. وفي أغسطس من العام اللاحق، أحرق كيلي ومنشق آخر عن الجيش الجمهوري الأيرلندي، اسمه جو كريستل، بعض نقاط الجمارك على الحدود.
في نوفمبر عام 1956، بدأ الجيش الجمهوري الأيرلندي حملته الحدودية أخيرًا، وقد دعته إلى ذلك بشكل جزئي رغبته في منع حدوث المزيد من الانشقاقات في المنظمة، وشجعته أيضًا نتائج الانتخابات العامة في المملكة المتحدة لعام 1955، حين انتُخب مرشحون من حزب شين فين (الذي يسيطر عليه أعضاء من الجيش الجمهوري الأيرلندي بنسبة كبيرة منذ عام 1949) أعضاء برلمان للدوائر الانتخابية في وسط أولستر وفيرماناغ وجنوب تيرون ضمن أيرلندا الشمالية، بعدد أصوات إجمالي بلغ 152,310 صوتًا. وبدا هذا دليلًا على وجود قاعدة دعم جمهورية أيرلندية كبيرة في أيرلندا الشمالية، لكن بما أن الحزب الوطني السائد كان قد قرر عدم المشاركة في الانتخابات، صوّت مؤيدوه لحزب شين فين عوضًا عن التصويت له.